# La Dernière Marche
Pour plus de détails, voir Fiche technique et Distribution.
La Dernière Marche (Dead Man Walking) est un film américain réalisé par Tim Robbins, sorti en 1995, d'après le livre Dead Man Walking (en) de sœur Helen Prejean, religieuse américaine de l'Institut des Sœurs de Saint Joseph qui a accompagné plusieurs condamnés à mort jusqu'au moment de leur exécution. Depuis lors, elle n'a cessé de faire campagne pour l'abolition de la peine de mort à travers le monde.

## Synopsis

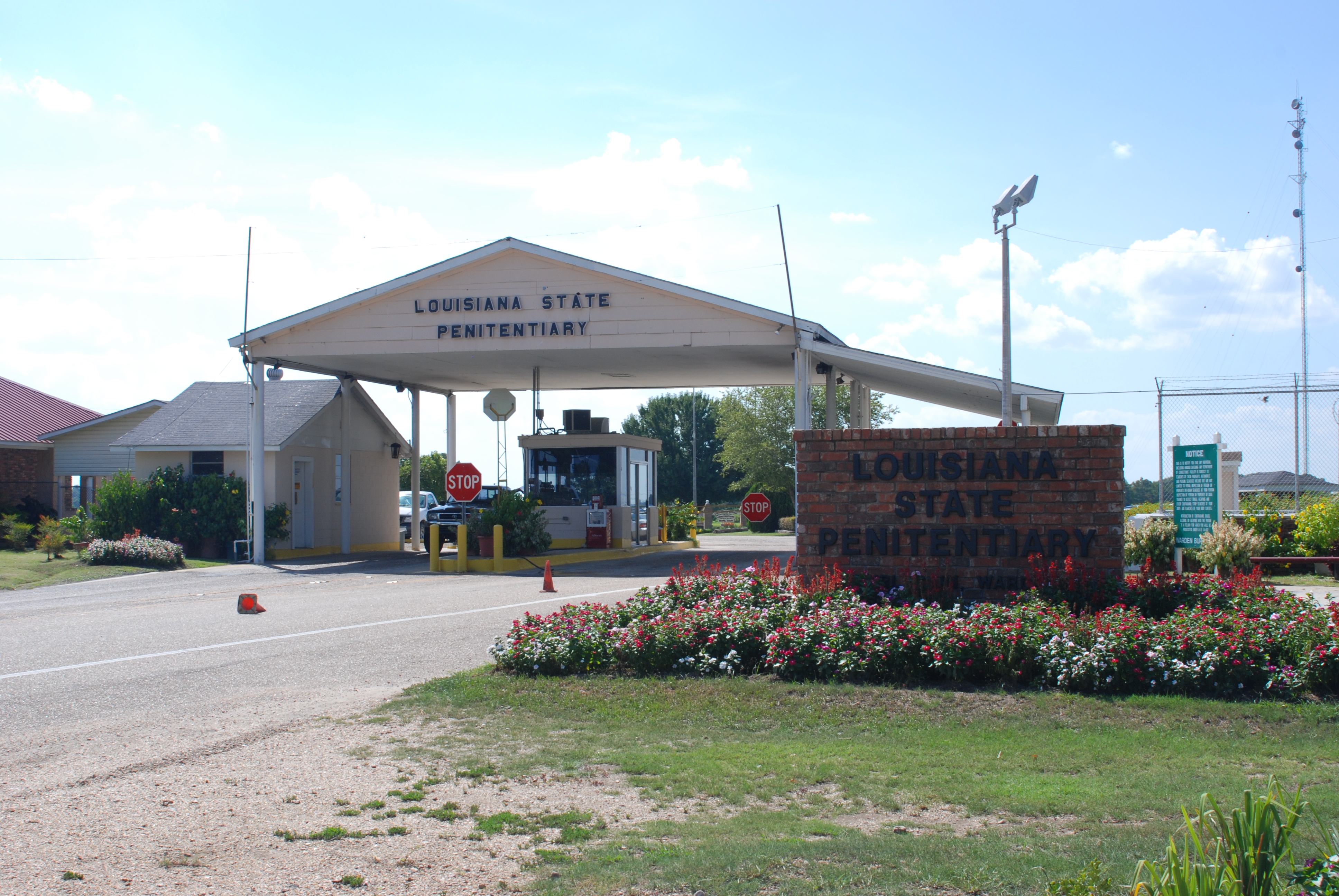
Pénitencier d'État de Louisiane.

Matthew Poncelet est en prison depuis six ans, en attente d'exécution après avoir été reconnu coupable et condamné à mort pour avoir tué un jeune couple. Poncelet, détenu au pénitencier d'État de Louisiane, a commis les crimes avec Carl Vitello qui, lui, a été condamné à la réclusion à perpétuité. Alors que le jour de son exécution approche, Poncelet demande à sœur Helen, avec qui il a correspondu, de l'aider dans son appel final.
Elle décide de lui rendre visite. Il est arrogant et raciste. Il affirme son innocence, insistant sur le fait que Vitello a tué les deux personnes. Convaincant un avocat expérimenté de prendre en charge le cas de Poncelet à titre gracieux, sœur Hélène essaie de commuer sa peine en réclusion à perpétuité. Grâce à de nombreuses visites, elle établit une relation avec lui. En même temps, elle fait la connaissance de la mère de Poncelet, Lucille, et des familles des deux victimes. Les familles ne comprennent pas les efforts de sœur Helen pour aider Poncelet, affirmant qu'elle « prend son parti ». Au lieu de cela, ils souhaitent l'exécution de Poncelet - sa vie pour la vie de leurs enfants.
Le recours de sœur Helen est rejeté. Poncelet demande à sœur Helen d'être son conseiller spirituel jusqu'à son exécution, et elle accepte. Sœur Helen dit à Poncelet que son rachat n'est possible que s'il prend la responsabilité de ce qu'il a fait. Juste avant d'être retiré de sa cellule, Poncelet admet en larmes à sœur Helen avoir tué le garçon et violé la fille de façon ignoble. Alors qu'il est sur le point d'être exécuté, il demande pardon au père du garçon et dit aux parents de la fille qu'il espère que sa mort leur apportera la paix. Poncelet est exécuté par injection létale. Il bénéfice ensuite d'obsèques correctes grâce à l'action de sœur Helen qui lui en avait fait la promesse. Celle-ci découvre que le père du garçon assassiné assiste à la cérémonie funèbre, toujours empli de haine. Elle l'invite à prier ensemble, ce qu'il accepte de faire. Le deuil va être difficile mais il promet de se battre en mémoire de son fils.

## Fiche technique
- Titre : La Dernière Marche
- Titre original : Dead Man Walking
- Réalisation : Tim Robbins
- Scénario : Tim Robbins, d'après le livre Dead Man Walking (en) de sœur Helen Prejean
- Musique : David Robbins, Nusrat Fateh Ali Khan et Amina Annabi
- Photographie : Roger Deakins
- Montage : Lisa Zeno Churgin et Ray Hubley
- Décors : Richard Hoover
- Costumes : Renee Ehrlich Kalfus
- Production : Tim Bevan, Eric Fellner, Jon Kilik, Allan F. Nicholls, Tim Robbins, Mark Seldis, Rudd Simmons et Bob White
- Sociétés de distribution : Ascot Elite (Suisse romande[1])
- Pays de production :  Royaume-Uni et  États-Unis
- Budget : 11 millions de dollars
- Format : couleurs - Dolby Digital
- Genre : policier, drame
- Durée : 122 minutes
- Dates de sortie :
  - États-Unis : 29 décembre 1995
  - Belgique : 6 mars 1996
  - France : 27 mars 1996
- Classification :
  - États-Unis : R
  - France : tous publics avec avertissement

## Distribution
- Susan Sarandon (VF : Sophie Deschaumes) : la sœur Helen Prejean
- Sean Penn (VF : Emmanuel Karsen) : Matthew Poncelet
- Robert Prosky (VF : William Sabatier) : Hilton Barber
- Raymond J. Barry : Earl Delacroix
- R. Lee Ermey (VF : Michel Fortin) : Clyde Percy
- Celia Weston : Mary Beth Percy
- Lois Smith : la mère de Helen
- Scott Wilson (VF : Philippe Catoire) : le chapelain Farlely
- Roberta Maxwell (en) : Lucille Poncelet
- Jack Black : Craig Poncelet
- Margo Martindale : la sœur Colleen
- Barton Heyman : le capitaine Beliveau
- Steve Boles : le sergent Neal Trapp
- Nesbitt Blaisdell : Warden Hartman
- Ray Aranha : Luis Montoya
- Larry Pine : Guy Gilardi
- Peter Sarsgaard : Walter Delacroix, le jeune homme assassiné
- Missy Yager : Hope Percy, la jeune fille violée et assassinée
- Michael Cullen : Carl Vitello, le co-meurtrier de Hope et Walter

## Distinctions
- Oscar de la meilleure actrice pour Susan Sarandon
- Ours d'argent du meilleur acteur pour Sean Penn
- Nikkan Sports Film Award 1996 : meilleur film étranger